# Championnat d'Europe masculin de rink hockey 1934
Navigation
Championnat d'Europe masculin 1932 Championnat d'Europe masculin 1936
Le Championnat d'Europe de rink hockey masculin 1934 est la 8e édition de la compétition organisée par le Comité européen de rink hockey et réunissant les meilleures nations européennes. Cette édition a lieu à Herne Bay, en Angleterre.
L'équipe d'Angleterre remporte pour la huitième fois consécutive le titre européen de rink hockey.

## Participants
Six équipes prennent part à cette compétition.
- Allemagne
- Angleterre
- Belgique
- France
- Italie
- Suisse

## Résultats
| Rang | Équipe     | Pts | J | G | N | P | Bp | Bc | Diff |  | Résultats  |  |     |     |      |     |     |
| ---- | ---------- | --- | - | - | - | - | -- | -- | ---- |  | ---------- |  | --- | --- | ---- | --- | --- |
| 1    | Angleterre | 10  | 5 | 5 | 0 | 0 | 27 | 6  | +21  |  | Angleterre |  | 3-1 | 2-1 | 11-1 | 5-0 | 6-3 |
| 2    | Allemagne  | 6   | 5 | 3 | 0 | 2 | 14 | 10 | +4   |  | Allemagne  |  |     | 0-2 | 4-1  | 3-2 | 6-2 |
| 3    | Suisse     | 6   | 5 | 3 | 0 | 2 | 11 | 13 | -2   |  | Suisse     |  |     |     | 0-7  | 5-2 | 3-2 |
| 4    | Italie     | 5   | 5 | 2 | 1 | 2 | 15 | 19 | -4   |  | Italie     |  |     |     |      | 0-0 | 6-4 |
| 5    | Belgique   | 3   | 5 | 1 | 1 | 3 | 7  | 14 | -7   |  | Belgique   |  |     |     |      |     | 3-1 |
| 6    | France     | 0   | 5 | 0 | 0 | 5 | 12 | 24 | -12  |  | France     |  |     |     |      |     |     |